# Olivbauchnewtonie
Die Olivbauchnewtonie, jetzt Olivbauchvanga (Newtonia amphichroa), ist ein auf Madagaskar endemischer Singvogel aus der Familie der Vangawürger (Vangidae).
Das Artepitheton kommt von altgriechisch ἀμφί amphi, deutsch ‚um ... herum, beidseits‘ und altgriechisch χροα, χροας chroa, chroas, deutsch ‚Aussehen, Farbe‘.

## Merkmale
Dieser kleine Vangawürger ist etwa 12 cm groß, 9–18 g schwer und ähnelt eher den Grasmücken. Die Oberseite ist olivbraun mit einfarbigem Kopf, dunklem Schnabel und blass-brauner, dunkel wirkender Iris. Die Unterseite ist dunkel graubraun, die Beine heller grau. Der Jungvogel ist durchgehend rostbraun mit dunkler Iris.

## Verhalten
Olivbauchnewtonien ernähren sich von kleinen Insekten einschließlich Spinnen, Käfern und Ameisen. Sie suchen in gemischten Schwärmen („Mixed flocks“) im dichten Unterholz nach Nahrung und halten sich in Bodennähe auf.
Die Brutzeit liegt zwischen August und Oktober, flügge Jungtiere können zwischen November und März beobachtet werden.

## Verbreitung und Lebensraum
Diese Art ist im tropischen Tiefland- und Bergregenwald von 800 bis 1200 m mit dichtem Unterholz heimisch.

## Geografische Variation
Es werden folgende Unterarten anerkannt:
- N. a. amphichroa Reichenow, 1891, Nominatform – Nordmadagaskar
- N. a. lavarambo Goodman, Younger, Raherilalalo & Reddy, 2018 – Südmadagaskar[7]

## Gefährdungssituation
Der Bestand gilt als nicht gefährdet (Least Concern).